# Ботанический сад Университета имени Коменского

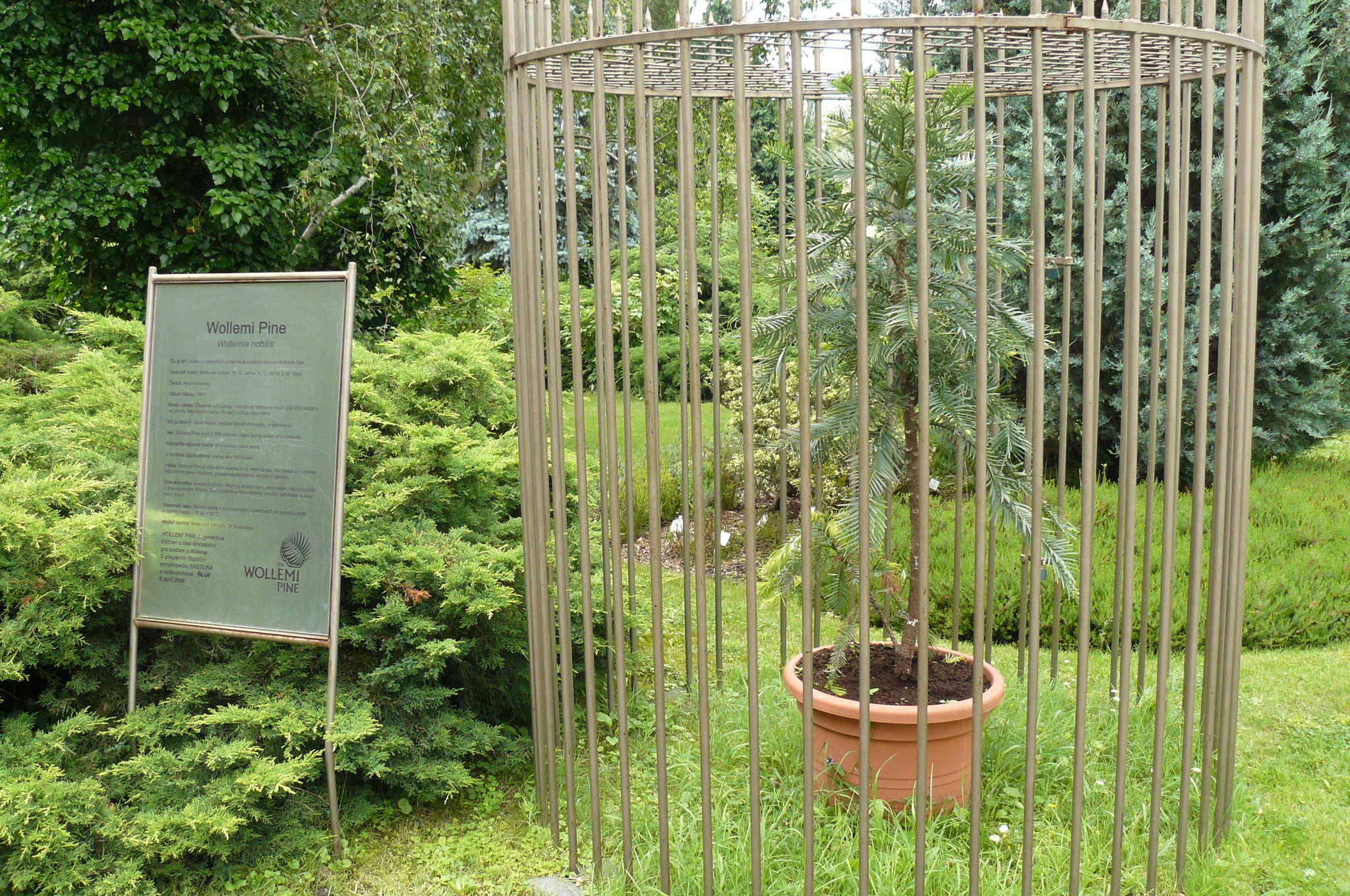
Ботанический сад Университета имени Коменского

Ботанический сад Университета имени Коменского (словац. Botanická záhrada Univerzity Komenského) — ботанический сад и научно-образовательное учреждение Университета имени Коменского в Братиславе. Задачей Ботанического сада является сохранение и увеличение коллекции живых растений, содействие в воспитательно-образовательной деятельности профессиональных учебных заведений и снабжение широкой общественности специализированной информацией.
Ботанический сад Университета имени Коменского расположен на Ботанической улице в Братиславе, недалеко от кампуса Факультета естественных наук Братиславского университета имени Коменского.
Экспозиция расположена под открытым небом, а также в теплицах. По территории Ботанического сада протекает речка Выдрица.
Ботанический сад Университета имени Коменского был основан в 1942 году по инициативе профессора Франтишека Набелека на территории виллы Лафранкони. Его строительство велось в 1942—1950 годы по проекту Франтишека Йирасека. После Второй мировой войны в саду были утроены парники, было усилено материальное обеспечение сада и обеспечение его персоналом. В конце 1970-х годов в саду произрастало около 5000 видов растений. Площадь сада уменьшилась в результате строительства моста Лафранкони в 1980-х годах.